# Paruline à croupion fauve
Myiothlypis fulvicauda
Espèce
Statut de conservation UICN

 LC  : Préoccupation mineure
La Paruline à croupion fauve (Myiothlypis fulvicauda, anciennement Phaeothlypis fulvicauda) est une espèce de passereaux appartenant à la famille des Parulidae.

## Distribution
La paruline à croupion fauve se trouve au Honduras, au Nicaragua, au Costa Rica, au Panama, en Colombie, en Équateur, au Pérou, dans l'ouest du Brésil et au nord-est de la Bolivie.

Carte de répartition de l'espèce

## Habitat
Cette paruline fréquente les berges des cours d'eau des basses-terres humides et des contreforts.

## Systématique
D'après Alan P. Peterson, cette espèce est constituée des six sous-espèces suivantes :
- M. f. fulvicauda (Spix, 1825) ;
- M. f. leucopygia (P. L. Sclater & Salvin, 1873) ;
- M. f. motacilla (A. H. Miller, 1952) ;
- M. f. semicervina (P. L. Sclater, 1860) ;
- M. f. significans (Zimmer, 1949) ;
- M. f. veraguensis (Sharpe, 1885).

synonymes
- Muscicapa fulvicauda (protonyme), Basileuterus fulvicauda, Phaeothlypis fulvicauda